# Баунд Брук (Њу Џерзи)
Баунд Брук (енгл. Bound Brook) град је у америчкој савезној држави Њу Џерзи.

## Демографија
По попису из 2010. године број становника је 10.402, што је 247 (2,4%) становника више него 2000. године.
| Група             | 2000.         | 2010.         |
| Белци             | 5.964 (58,7%) | 4.383 (42,1%) |
| Афроамериканци    | 256 (2,5%)    | 597 (5,7%)    |
| Азијати           | 292 (2,9%)    | 267 (2,6%)    |
| Хиспаноамериканци | 3.541 (34,9%) | 5.062 (48,7%) |
| Укупно            | 10.155        | 10.402        |